# Årets Harald
Årets Harald er betegnelsen for en undervisningspris, som årligt uddeles til en af Københavns Universitets fastansatte videnskabsfolk som hæder for god og inspirerende undervisning.
Prisen blev uddelt første gang i 1988. Den uddeles i forbindelse med universitets årsfest i november og ledsages af en ugle-statuette og et kontantbeløb. Ugle-statuetten er dekoreret af en kunster i samarbejde med Royal Copenhagen. Kunstere inkluderer; Jens Birkemose (1988), Pia Schutzmann (1989), Ivan Weiss (1990), Arne Haugen Sørensen (1991), Doris Bloom (1992), Bjørn Nørgaard (1993), Peter Brandes (1994), Torben Ebbesen (1995), Carl Henning Pedersen (1996), Sten Lykke Madsen (1997), Maja Lisa Engelhardt (1998), Per Arnoldi (1999), Lise Malinovsky (2000), Nina Sten Knudsen (2001), Mette Hannemann (2002), Tal Rosenzwieg (2003), John Kørner (2004), Hans Vogt Steffensen (2005), Tenka Gammelgaard (2006), Anna Sørensen (2007), Lene Adler Petersen (2008), Cathrine Raben Davidsen (2009), Lars Ahlstrand (2010), Pia Andersen (2011), Allan Otte (2012), Wouter Dolk (2013), Lars Nørgård (2014), Mette Winckelmann (2015), Maiken Bent (2016), La Vaughn Belle (2017), Emily Gernild (2018), Troels Carlsen (2019), Martin Bigum (2020) and Ditte Ejlerskov (2021).
Prisen er opkaldt efter matematikeren Harald Bohr, der var professor på universitetet siden 1930.

## Prismodtagere
- 1988 Bjørn Holstein
- 1989 Graham Caie
- 1990 Jens Martin Knudsen
- 1991 Hans Keiding
- 1992 Erik Aschengreen
- 1993 Elisabeth Bock
- 1994 Uffe Hansen
- 1995 Peter Rossel
- 1996 Finn Bojsen-Møller
- 1997 Jonathan Schwarz
- 1998 Henning Bech
- 1999 John Pedersen
- 2000 Bodil Ejrnæs
- 2001 Jan Philip Solovej
- 2002 Yoichi Nagashima
- 2003 Angel Alzaga
- 2004 Hans Bonde
- 2005 Una Canger
- 2006 Vincent Gabrielsen
- 2007 Peter Kurrild-Klitgaard
- 2008 Stuart Ward
- 2009 Jan H. Christensen
- 2010 Helle Winther
- 2011 John Tøndering
- 2012 Mette Birkedal Bruun
- 2013 Jan Halborg Jensen
- 2014 Elmar Josef Renner
- 2015 Anders Rønn-Nielsen
- 2016 Marianne Vestergaard
- 2017 Flemming Fryd Johansen [2]
- 2018 Andreas Bloch Ehlers
- 2019 Maria Damkjær
- 2020 Nicole Schmitt
- 2021 Hin-Yan Liu
- 2022 Jørgen Olsen